# Christian Vásquez (futbolista)
Christian Vásquez (15 de octubre de 1999) es un futbolista peruano que juega como lateral derecho en Alianza Atlético de la Primera División Peruana. 

## Carrera

### Melgar
Vásquez se unió a FBC Melgar procedente de Canteras Perú en Lima en 2017. En su primera temporada en Melgar, Vásquez jugó para el equipo de reserva del club.
Vásquez, de 18 años, debutó oficialmente con Melgar en un partido de la Primera División peruana contra Real Garcilaso el 8 de abril de 2018. Poco después de su debut, Vásquez también fue convocado a la selección peruana Sub-20. Después de cuatro partidos con el primer equipo en la temporada 2018, Vásquez firmó un nuevo contrato con Melgar el 10 de octubre de 2018 hasta finales de 2020. En la temporada 2019, Vásquez solo logró jugar un partido con el primer equipo.

### UTC de Cajamarca
En la búsqueda de más tiempo de juego, Vásquez se unió a UTC de Cajamarca en enero de 2020. En su primera temporada, hizo un total de siete apariciones.
En diciembre de 2021, luego de hacer 12 apariciones durante la temporada, renovó su contrato hasta finales de 2022.

### Sport Boys
En 2023 jugó en el Sport Boys Association de la Primera División Peruana.

### Alianza Atlético
Un año después, de cara a la temporada 2024, Vásquez fichó por Alianza Atlético.

## Clubes
| Título           | País | Año         |
| ---------------- | ---- | ----------- |
| FBC Melgar       | Perú | 2018 - 2019 |
| UTC de Cajamarca | Perú | 2020 - 2022 |
| Sport Boys       | Perú | 2023        |
| Alianza Atlético | Perú | 2024        |